# Impatiens mussotii
Impatiens mussotii är en balsaminväxtart som beskrevs av Joseph Dalton Hooker. Impatiens mussotii ingår i släktet balsaminer, och familjen balsaminväxter. Inga underarter finns listade i Catalogue of Life.